# نفل سلموني
النفل السلموني (باللاتينية: Trifolium salmoneum) نوع نباتي من جنس النفل من الفصيلة البقولية.

## الموئل والانتشار
موطنه الأصلي بلاد الشام وهو نادر الوجود.